# Belíssima
Belíssima est une telenovela brésilienne diffusée en 2005-2006 par Rede Globo.